# Список премьер-министров Островов Кука
Премьер-министр Островов Кука — высшее должностное лицо на Островах Кука, самоуправляющейся территория в свободной ассоциации с Новой Зеландией. Должность была введена в 1965 году, когда островам впервые было предоставлено самоуправление. Первоначально, должность называлась «Премьер» (англ. Premier), но в 1981 году её название заменили на «Премьер-министр» (англ. Prime Minister).

## Список
|        | Портрет     | Имя (годы жизни)                                                                                | Полномочия      | Полномочия      | Партия                               | Выборы                               | Должность   |
| Начало | Портрет     | Имя (годы жизни)                                                                                | Окончание       |                 | Партия                               | Выборы                               | Должность   |
| ------ | ----------- | ----------------------------------------------------------------------------------------------- | --------------- | --------------- | ------------------------------------ | ------------------------------------ | ----------- |
| 1      |             | Альберт Ройл Генри (1907—1981) англ. Albert Royle Henry                                         | 4 августа 1965  | 25 июля 1978    | Партия Островов Кука                 | 1965                                 | премьер     |
| 1      | 1968        | Альберт Ройл Генри (1907—1981) англ. Albert Royle Henry                                         | 4 августа 1965  | 25 июля 1978    | Партия Островов Кука                 |                                      | премьер     |
| 1      | 1972        | Альберт Ройл Генри (1907—1981) англ. Albert Royle Henry                                         | 4 августа 1965  | 25 июля 1978    | Партия Островов Кука                 |                                      | премьер     |
| 1      | 1974        | Альберт Ройл Генри (1907—1981) англ. Albert Royle Henry                                         | 4 августа 1965  | 25 июля 1978    | Партия Островов Кука                 |                                      | премьер     |
| 2 (I)  |             | Сэр Томас Роберт Александр Харрис Дэвис (1917—2007) англ. Thomas Robert Alexander Harries Davis | 25 июля 1978    | 5 июня 1981     | Демократическая партия Островов Кука | 1978                                 | премьер     |
| 2 (I)  | 5 июня 1981 | Сэр Томас Роберт Александр Харрис Дэвис (1917—2007) англ. Thomas Robert Alexander Harries Davis | 13 апреля 1983  | премьер-министр | Демократическая партия Островов Кука | 1978                                 |             |
| 3 (I)  |             | Джеффри Арама Генри (1940—2012) англ. Geoffrey Arama Henry                                      | 13 апреля 1983  | премьер-министр | 16 ноября 1983                       | Партия Островов Кука                 | март 1983   |
| 2 (II) |             | Сэр Томас Роберт Александр Харрис Дэвис (1917—2007) англ. Thomas Robert Alexander Harries Davis | 16 ноября 1983  | премьер-министр | 29 июля 1987                         | Демократическая партия Островов Кука | ноябрь 1983 |
| 4      |             | Пупуке Робати (1925—2009) англ. Pupuke Robati                                                   | 29 июля 1987    | премьер-министр | 1 февраля 1989                       | Демократическая партия Островов Кука | ноябрь 1983 |
| 3 (II) |             | Сэр Джеффри Арама Генри (1940—2012) англ. Geoffrey Arama Henry                                  | 1 февраля 1989  | премьер-министр | 29 июля 1999                         | Партия Островов Кука                 | 1989        |
| 3 (II) | 1994        | Сэр Джеффри Арама Генри (1940—2012) англ. Geoffrey Arama Henry                                  | 1 февраля 1989  | премьер-министр | 29 июля 1999                         | Партия Островов Кука                 |             |
| 5      |             | Джозеф Уильямс (1934—2020) англ. Joseph" Williams                                               | 29 июля 1999    | премьер-министр | 18 ноября 1999                       | Партия Островов Кука                 | 1999        |
| 6      |             | Терепаи Туамуре Маоате (1934—2012) англ. Terepai Tuamure Maoate                                 | 18 ноября 1999  | премьер-министр | 11 февраля 2002                      | Партия демократического альянса      | 1999        |
| 7      |             | Роберт Вунтон (род. 1949) англ. Robert Woonton                                                  | 11 февраля 2002 | премьер-министр | 11 декабря 2004                      | Партия демократического альянса      | 1999        |
| 8      |             | Джим Марураи (1947—2020) англ. Марураи, Джим                                                    | 11 декабря 2004 | премьер-министр | 2005                                 | Партия демократического альянса      | 2004        |
|        | 2005        | Джим Марураи (1947—2020) англ. Марураи, Джим                                                    | 2006            | премьер-министр | Первая партия Островов Кука          |                                      | 2004        |
|        | 2006        | Джим Марураи (1947—2020) англ. Марураи, Джим                                                    | 29 ноября 2010  | премьер-министр | Демократическая партия Островов Кука | 2006                                 |             |
| 9      |             | Генри Туакеу Пуна (род. 1949) англ. Henry Tuakeu Puna                                           | 29 ноября 2010  | премьер-министр | 1 октября 2020                       | Партия Островов Кука                 | 2010        |
| 9      | 2014        | Генри Туакеу Пуна (род. 1949) англ. Henry Tuakeu Puna                                           | 29 ноября 2010  | премьер-министр | 1 октября 2020                       | Партия Островов Кука                 |             |
| 9      | 2018        | Генри Туакеу Пуна (род. 1949) англ. Henry Tuakeu Puna                                           | 29 ноября 2010  | премьер-министр | 1 октября 2020                       | Партия Островов Кука                 |             |
| 10     |             | Марк Стивен Браун (род. ?) англ. Mark Stephen Brown                                             | 1 октября 2020  | премьер-министр | действующий                          | Партия Островов Кука                 |             |